# Piranshahr
Piranshahr (persisk: پیرانشهر) er en by i Vest-Aserbajdsjan i det nordvestlige Iran, der ligger i Zagrosbjergene. Piranshahr by havde i 2017 et indbyggertal på 138.864 (2017).  Flertallet af befolkningen i byen taler kurdisk.
Piranshahr er en af Irans ældste byer og dens grundlæggelse dateres tilbage til Irans før-islamiske æra under kongeriget Medien.
Farsi er det officielle sprog i Iran, og dermed i byen Piranshahr, hvor alle kan kommunikere på persisk sprog.
Byen Piranshahr producerer et over 100 forskellige granit-materialer i mange forskellige farver og teksturer. Kvaliteten af Piranshahr-granit anses for en af de bedst kendte i verden.

## Erhvervsliv
Erhvervslivet i Piranshahr omfatter byen Piranshahr og de omkringliggende byer og landsbyer. Byen Piranshahr er motor for provinsens økonomi. I Piranshahr ligger den vigtigste sukkerfabrik i provinsen. Der er fire sukkervirksomheder i distriktet, herunder Piranshahr sukkerkompagni.
Virksomheden er løbende blevet renoveret og udvidet. Anlægget producerer 30.000 tons sukker om året (af 1500 tons sukkerroer per dag), og biprodukter omfatter 100 tons tørt affald om dagen, som bruges til dyrefoder, og årligt 3000 tons medico-industriel alkohol brygget på melasse.
Sukkerroerne leveres fra et 70 km² landbrugsareal omkring byen.
Piranshahr sukkerkompagni er distriktets største producent af råsukker og tegner sig for produktion af over 60% al sukker produceret i distriktet.
Samtidigt er handelssektoren betydende i byen., hentet 5. august 2016 (engelsk)